# Achelia curticauda
Achelia curticauda is een zeespin uit de familie Ammotheidae. De soort behoort tot het geslacht Achelia. Achelia curticauda werd in 1996 voor het eerst wetenschappelijk beschreven door Nakamura, Miyazaki & Child. 